# Старое Кубаево
Старое Кубаево — деревня в Судогодском районе Владимирской области России, входит в состав Андреевского сельского поселения.

## География
Деревня расположена в 10 км на юго-восток от центра поселения посёлка Андреево и 27 км на юго-восток от райцентра города Судогда. 

## История
В конце XIX — начале XX века деревня входила в состав Мошенской волости Судогодского уезда, с 1926 года — в составе Владимирского уезда. В 1859 году в деревне числилось 21 дворов, в 1905 году — 35 дворов, в 1926 году — 39 дворов.
С 1929 года деревня являлась центром Старокубаевского сельсовета Судогодского района, с 1940 года — в составе Ликинского сельсовета, с 2005 года — в составе Андреевского сельского поселения.

## Население
| 1859 | 1905 | 1926 | 2002 |
| ---- | ---- | ---- | ---- |
| 163  | 203  | 179  | 1    |

| 1859 | 1905 | 1926 | 2002 | 2010 | 2021 |
| ---- | ---- | ---- | ---- | ---- | ---- |
| 163  | ↗203 | ↘179 | ↘1   | →1   | ↘0   |